# Larangan Dalam
Larangan Dalam is een bestuurslaag in het regentschap Pamekasan van de provincie Oost-Java, Indonesië. Larangan Dalam telt 3980 inwoners (volkstelling 2010).